# Segona fitna
La segona fitna o segona guerra civil islàmica fou un període de desordre polític i militar amb una sèrie de conflictes que aparentment no estaven connectats directament entre si que van envoltar al món islàmic durant el govern dels omeies arran de la mort del califa Muàwiya I. La segona fitna va ser un moment de complexitat en el món islàmic.
La revolta va ser vista per molts com un intent de tornar als primers valors de la comunitat islàmica, i fou ser ben acollida pels descontents amb l'Estat Omeia. Diferents historiadors daten la segona fitna altrament, perquè alguns veuen el final del regnat de Muàwiya l'any 680 com el començament, mentre que el 683, després de la mort del califa Yazid I és citat per altres. El final és data a partir el 685 amb l'ascensió d'Abd-al-Màlik ibn Marwan o el 692, després de la mort d'Abd-Al·lah ibn az-Zubayr i el final de la seva revolta. Les dates 683-685 són les més comunament emprades.

## La batalla de Karbala
El primer califa Omeia, Muàwiya, fou succeït a la seva mort l'any 680 pel seu fill Yazid I amb l'oposició dels alides, partidaris d'Al-Hussayn ibn Alí, net del profeta Mahoma i fill del califa Alí ibn Abi-Tàlib, que havia estat assassinat, i per escapar de les persecucions omeies els alides van fugir a la Meca. Al-Hussayn i molts dels seus més propers seguidors van ser assassinats per les tropes de Yazid a la batalla de Karbala, que és sovint esmentada com la ruptura definitiva entre els xiïtes i sunnites, i fins aquest dia s'ha commemorat cada any pels musulmans xiïtes en el dia de l'Aixura.

## La batalla d'Al-Harra
Després de la mort d'Al-Hussayn ibn Alí a Karbala, Abd-Al·lah ibn az-Zubayr, fill d'Az-Zubayr ibn al-Awwam, que ja s'havia revoltat contra Alí a la batalla del Camell, va començar a reclutar partidaris i va proclamar el seu califat el 680 i la deposició de Yazid I, amb el suport dels Ansar de Medina, que van agafar com a cap a Abd-Al·lah ibn Hàndhala, i dels quraixites de la ciutat que van agafar com a cap a Abd-Al·lah ibn Mutí. Yazid va enviar contra els rebels a Muslim ibn Uqba al-Murri que va derrotar els medinesos a al-Harra el 27 d'agost del 683. La mort de Muslim no va impedir d'assetjar la Meca, on es trobava ibn az-Zubayr, el 24 de setembre, però als 64 dies els assetjants es van assabentar de la mort de Yazid i van aixecar el setge.

## El califat d'Az-Zubayr
Després de la sobtada mort de Yazid i Muàwiya II va esclatar una guerra civil a Síria, i Ibn az-Zubayr va aprofitar per proclamar-se Amir al-Muminín el 683, sent reconegut pels opositors als omeies de Síria, Egipte, Iraq i Aràbia. Estava aïllat a la regió de Hejaz quan els rebels kharigites van establir un estat independent al centre d'Aràbia a 684, mentre es van produir altres aixecaments kharigites a l'Iraq i l'Iran i els xiïtes es revoltaren a Kufa per venjar la mort d'Al-Hussayn i promoure un altre dels fills d'Alí com a candidat a califa.
La victòria de Marwan I a la batalla de Marj ar-Ràhit, derrotant els rebels qaysites el juliol del 684 i la revolta d'Al-Mukhtar ibn Abi-Ubayd ath-Thaqafí a Kufa (685) van posar els partidaris d'Abd-Al·lah ibn az-Zubayr a la defensiva. Al-Muhàl·lab es va posar al servei de Mussab ibn az-Zubayr a Bàssora i van poder derrotar a Mukhtar a Kufa (687), però de fet Mussab a Bàssora i a l'Iraq va actuar com a independent d'Abd-Al·lah. Mentre els kharigites bakrites s'havien separat d'Ibn az-Zubayr a la mort de Yazid i s'havien establert al Najj oriental i sota la direcció de Najda van ocupar la província de Bahrein i el 687-688 van passar a Hadramaut i el Iemen ocupant Taïf el 688/689, i el 691 els omeies van recuperar Iraq.

## Setge de la Meca del 691-692
Després de la victòria sobre Mussab ibn az-Zubayr a la batalla de Dayr al-Jathaliq, a la riba del Dujayl el 691, al-Hajjaj ibn Yússuf va rebre orde d'Abd-al-Màlik ibn Marwan de sortir de Kufa i marxar contra Abd-Al·lah ibn az-Zubayr a la Meca per negociar la seva rendició a canvi del perdó. Al-Hajjaj va obeir i va avançar sense lluita fins a Taïf on va entrar sense oposició, però Ibn al-Zubayr no es va voler rendir i fou assetjat. Ibn Yússuf no volia fer córrer la sang a la ciutat santa, però com que el setge s'allargava, va demanar permís al califa per conquerir la ciutat i el va obtenir; va rebre reforços i va iniciar un bombardeig de pedres amb catapultes situades a la muntanya d'Abu-Kubays, en el qual fins i tot fou bombardejada la Kaba quan els peregrins es trobaven assetjats. Després de set mesos de setge la gent d'Ibn az-Zubayr, uns deu mil homes, fins i tot dos dels seus fills van passar al camp d'Ibn Yússuf, i Ibn az-Zubayr va morir en els combats a l'entorn de la Kaba junt als seus partidaris més fidels i el seu fill petit l'octubre del 692.